# 先生道
『先生道』（せんせいどう）は、TBS系BSデジタル放送局「BS-i」が製作した、教師を主人公とした短編ドラマ。全15話。
2006年9月28日にTBSで5話が先行放送され、本放送はTBSチャンネルで2007年5月9日～5月26日に放送。BS-iでは同年7月の14日、21日、28日に放送された。

## スタッフ
- 制作: BS-i、TBS、ハニーバニーほか
- プロデューサー: 丹羽多聞アンドリウ、篠崎誠、鈴木浩介（演出家）ほか

## エピソード
1. ピストル先生 - 監督：継田淳  出演者：和田聰宏、志保、渋谷拓生、宮田亜紀、室田晃、遊佐和寿、ユズナ
2. リプレイ先生 - 監督：大内隆弘   出演者：粟田麗、長治佳子、荒井賢太、藤井貴規
3. 哀愁のハーモニカ先生 - 監督：島田元  出演者：夏未エレナ、上馬場健弘
4. タバコ先生 - 監督：吉原亨  出演者：松尾れい子、あじゃ
5. ニットカフェの先生 - 監督：落合崇  出演者：大政絢、大出勉、中谷水嶺
6. 初恋の先生 - 監督：鈴木浩介  出演者：南沢奈央、石川伸一郎
7. 先生は眠れない - 監督：石川北二  出演者：緋田康人、橘実里、大堀こういち
8. 恋する先生 - 監督：大郷永雄  出演者：沢木ルカ、安田暁
9. 地球最後の先生 - 監督：古澤健  出演者：伊藤淳史、田中美晴、西山洋市（ナレーター）
10. 聴く先生 - 監督：和島香太郎  出演者：大浦龍宇一、小関裕太、大瀧麻紀子
11. 原子力先生 - 監督：篠崎誠  出演者：嶋田久作、清水宏、青木泰都
12. 噂のカルメン先生 - 監督：浦井崇  出演者：宮田亜紀、中原翔子
13. ひとりっ子先生 - 監督：井上雄介  出演者：内野謙太、夕渚麻里瑛、谷川昭一朗
14. 大霊界先生　俺もタンバだ！ -  監督：佐々木浩久  出演者：福永マリカ、鴨下佳昌、David Yano、滝本ゆに
15. ドキュメント戸田先生～陰謀のセレモニー - 監督：豊島圭介  出演者：戸田昌宏、今野由起子、冠城晃司、坂口真人

### TBS 先行放送分
- リピート先生
- 戸田先生
- ピストル先生
- 地球最後の先生
- ハーモニカ先生